# Протестантизм в Афганістані
Протестантизм в Афганістані - найбільший напрямок християнства в країні. За даними дослідницького центру Pew Research Center, в 2010 році в Афганістані проживало 30 тисяч протестантів, які становили 0,1 % населення цієї країни   .
Афганістан був номером один у рейтингу Open Doors 2022 World Watch List, щорічному рейтингу 50 країн, де християни зазнають найбільш жорстоких переслідувань .  У 2023 році країна займала 9 місце в рейтингу;  це було в основному через те, що Талібан зосереджувався на політиці, а не на немусульманах.
Після того, як у серпні 2021 року таліби повернули контроль над країною , USCIRF попередив, що християни в країні перебувають у «надзвичайній небезпеці».  Багато хто втік і шукав притулку, тоді як кілька християн, які залишилися в країні, повідомили, що вони ховаються від зачисток Талібану. Талібан неправдиво стверджує, що в Афганістані «немає християн». 
Відомо,  що багато афганських християн переселились до США і ходять там у церкву після того як Талібан захопив владу в Афганістані .    
Частина афганських протестантів є так званими «ізольованими радіовіруючими», які підтримують свою віру лише завдяки радіопередачам  .

## Історичний огляд
Найдавніші відомості про існування християнства біля сучасного Афганістану міститься у творі «Книга законів країн», написаному Бардесаном чи його учнем на поч. ІІІ ст.  Вже в V столітті в Гераті було створено єпископську кафедру несторіанської Церкви Сходу ; у VII ст. в тому ж місті була створена єпископська кафедра яковитської Західносирійської церкви . Наприкінці середньовіччя несторіанський єпископ був у Кабулі . Очевидно, афганське християнство було майже знищено за часів Тамерлана . У Новий час у Кабулі виникла вірменська католицька церква, яка проіснувала до 1898 року.

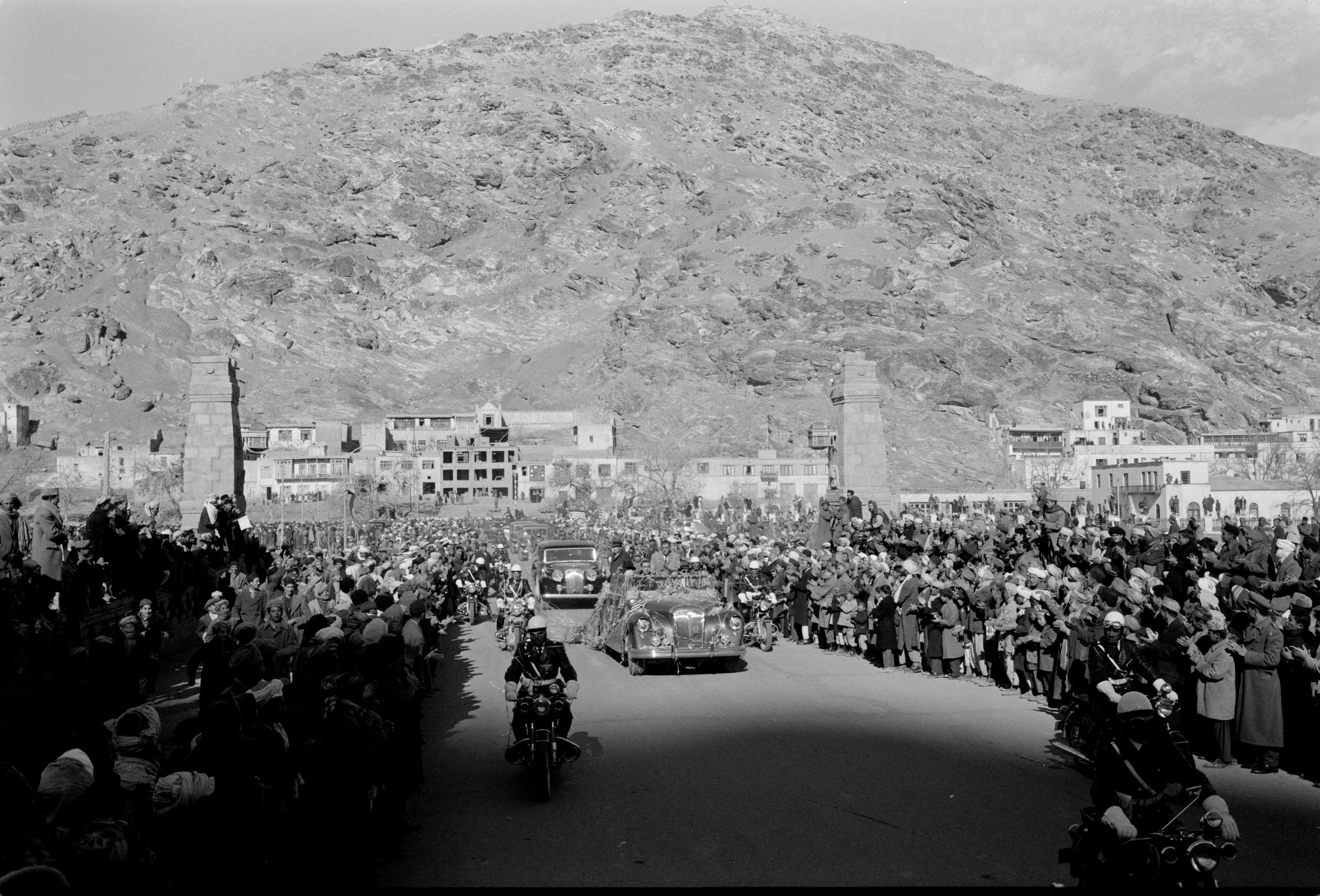
Кортеж американського президента Ейзенхауера в Кабулі у 1959 році. В ході візиту було отримано дозвіл збудувати перший в Афганістані протестантський храм

Християнська присутність була відновлена в XX столітті, з прибуттям у країну західних дипломатів та технічних фахівців. Завдяки контактам із ними в християнство навернулись деякі місцеві жителі. У 1952 році в Кабулі з'явилася Міжнародна християнська церква, яка була міжденомінаційною євангелічною громадою. У 1959 році американський президент Дуайт Ейзенхауер під час візиту до Афганістану попросив дозволу у короля Загір-шаха побудувати в Кабулі протестантський храм для громади. У 1970 році, за фінансової підтримки християн всього світу, у столиці було зведено перший протестантський храм, проте його знесли в 1973  . У 1960-х роках у країні розпочали служіння адвентисти. З 1966 року в Афганістані діє Міжнародна афганська місія (з 1978 - Міжнародна місія сприяння ), афілійована з протестантами. У 1972 році служіння в країні розпочали п'ятидесятницькі місіонери з Асамблеї Бога. З 1976 року відкриті публічні богослужіння християн заборонені.
За деякими даними, до 1970 року чисельність протестантів в Афганістані досягла 1,6 тис. віруючих (включаючи іноземців)  . У 2000 році чисельність протестантів, а також віруючих незалежних церков за деякими оцінками становила близько 5 тис. 

## Сучасний стан

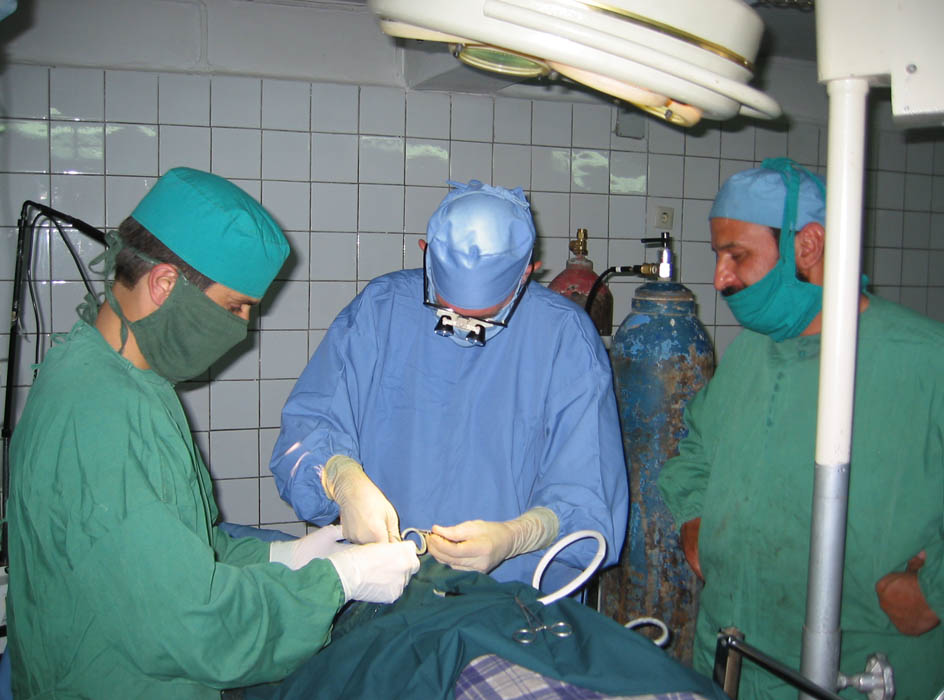
Операція в клініці очей при Міжнародній місії сприяння в Афганістані (2005 рік)

Через підпільну діяльність  протестантів, достовірних даних про їхнє служіння в країні майже немає. Тим не менш, видання «Операція світ» містить інформацію про 2 англіканські і 240 протестантських громад в країні в 2000 році  . Із зазначеними даними 124 громади у віровченні та практиці були п'ятидесятницькими. Чисельність п'ятидесятників оцінювалася в 2 тис. осіб (2000)  . У країні місіонерським служінням займається Асамблея Бога  . Парафіянами англіканських громад були близько 100 чоловік  . За даними  2011 року в Афганістані проживало троє адвентистів, проте не існувало жодної організованої адвентистської громади  .
Після введення коаліційних військ до Афганістану у 2001 році та повалення першого режиму талібів до країни повернулося багато біженців, які прийняли на Заході християнство. Чисельність протестантів помітно зросла; в надії на демократичні зміни до Афганістану почали проникати протестантські місії. Однак місіонерський порив протестантів багато в чому був охолоджений після захоплення заручниками місіонерів з Південної Кореї в 2007 році і страти двох з них. Напади на місіонерів продовжуються; 2010 року в провінції Бадахшан за звинуваченням у прозелітизмі було розстріляно 10 членів Міжнародної місії сприяння. Спочатку, відповідальність за напад узяв рух Талібан  .
Незважаючи на переслідування, у країні збільшується кількість афганців, які перейшли до християнства. Бурю обурення в афганській ісламській спільноті викликали фото- та відео-кадри, опубліковані місцевим телеканалом Noorin TV у 2010 році, на яких зображено обряд хрещення чоловіків і жінок у підпільній громаді Кабула  .